# طاریا
طاریا (به عربی: طاريا) یک منطقهٔ مسکونی در لبنان است که در شهرستان بعلبک واقع شده‌است.
 طاریا ۵۲ کیلومتر مربع مساحت دارد  ۱٬۱۸۰ متر بالاتر از سطح دریا واقع شده‌است.